# Dwight McNeil
Dwight James Matthew McNeil (* 22. November 1999 in Rochdale) ist ein englischer Fußballspieler, der beim FC Everton unter Vertrag steht. Der Flügelspieler spielte von 2019 bis 2021 für die englische U-21-Nationalmannschaft.

## Karriere

### Verein
Bereits McNeils Vater Matty spielte professionell Fußball, jedoch hauptsächlich in unterklassigen englischen Spielklassen. Dwight McNeil begann mit dem Fußballspielen bei Manchester United, bevor er sich im Jahr 2014 der Jugendakademie des FC Burnley anschloss. Nachdem er seine fußballerische Ausbildung bei den Junioren abgeschlossen hatte, unterzeichnete er am 10. April 2018 seinen ersten professionellen Vertrag bei den Clarets. Am letzten Spieltag der Saison 2017/18 debütierte er bei der 1:2-Heimniederlage gegen den AFC Bournemouth für die erste Mannschaft, als er in der Schlussphase für Aaron Lennon eingewechselt wurde. Sein erstes Saisonspiel in der nächsten Saison 2018/19, welches zugleich sein Debüt in der Startformation war, bestritt er am 2. September 2018 bei der 0:2-Heimniederlage gegen Manchester United. Danach kam er erst Ende Dezember des gleichen Jahres wieder zu Einsätzen in der Liga. Sein Verein war in dieser Zeit auf einen Abstiegsplatz gerutscht. Beim 2:0-Heimsieg gegen West Ham United am 30. Dezember erzielte er sein erstes Tor in seiner Profikarrier. In den folgenden Spielen setzte er sich in der Stammelf des Trainers Sean Dyche fest und trug dazu dabei, dass Burnley sich aus der akuten Abstiegsgefahr befreien konnte. Die Spielzeit schloss er mit drei Toren und fünf Vorlagen in 21 Einsätzen ab.
Nach dem Abstieg des FC Burnley aus der Premier League 2021/22, wechselte der 22-Jährige am 28. Juli 2022 zum Erstligisten FC Everton.

### Nationalmannschaft
Am 21. März 2019 debütierte McNeil für die englische U-20-Nationalmannschaft bei der 1:3-Niederlage gegen Polen.
Von 2019 bis 2021 spielte McNeil für die englische U-21-Nationalmannschaft.